# 武蔵野市立第二小学校
武蔵野市立第二小学校（むさしのしりつ だいにしょうがっこう）は、東京都武蔵野市境にある公立小学校。『第二』とついているが、武蔵野市立第一小学校よりも前にできた。

## 概要
1873年（明治6年）に榮境学舎として創立した小学校である。その後境学校、隆明小学校、武蔵野村第二尋常小学校、武蔵野町第二尋常小学校、武蔵野第二国民学校、武蔵野市立武蔵野第二小学校と改称し、1961年に現校名に改称して現在に至る。

## 沿革
- 1873年 - 榮境学舎を曹洞宗観音院の一室に創設
- 1875年 - 杵築大社の境内に移転、境学校へ改称
- 1885年 - 隆明小学校へ改称
- 1911年 - 武蔵野村第二尋常小学校へ改称。開校記念日を4月15日に制定
- 1941年4月 - 国民学校令により、武蔵野第二国民学校へ改称
- 1947年4月 - 学制改革により、武蔵野町立武蔵野第二小学校へ改称
- 1947年11月 - 市制施行に伴い武蔵野市立武蔵野第二小学校へ改称
- 1951年 - 境南小学校を校内に仮開校（後に境南町の新校舎へ移転）
- 1955年 - 境北小学校を分離
- 1961年6月 - 武蔵野市立第二小学校へ改称
- 1966年 - 桜堤小学校を分離
- 1968年 - 校舎竣工、旧校舎より移転（現在地に移る）
- 1990年 - 西校舎内装工事竣工
- 1995年 - 文部省道徳教育推進校・市教育研究校研究発表
- 2001年3月 - ISO14001の認証を取得
- 2002年 - 武蔵野市教育研究校研究発表「よりよく生きる児童の育成～心と体の健康づくり～」
- 2006年 - 武蔵野市教育委員会教育研究校発表 研究主題「よりよく生きる児童を育てる」
- 2008年 - 東校舎棟・西校舎棟耐震補強工事竣工
- 2009年 - 太陽光パネル設置工事 体育館屋根改修工事 校庭遊具「うんてい」「丸太ステップ」設置

## 主な進学先
- 武蔵野市立第六中学校

## 交通アクセス
- JR中央本線・西武多摩川線 武蔵境駅下車
- バス停「桜橋」または「武蔵高校前」下車